# Koreai filmfesztivál (Magyarország)
A koreai filmfesztivál, korábbi nevén koreai filmhét 2007 óta szervezett filmfesztivál Magyarországon, melynek keretében a dél-koreai filmművészet alkotásait mutatják be. A rendezvény fő helyszíne az Uránia Nemzeti Filmszínház Budapesten, de 2014 óta vidéki városokban is zajlanak vetítések. A fesztivált a Koreai Kulturális Központ szervezi.

## 2007
Időpont: május 24–29.
Helyszín: Uránia Nemzeti Filmszínház
Filmek:
- Harcosok szövetsége (태극기 휘날리며)
- Elbűvölő lány (여자, 정혜)
- A király és a bohóc (왕의 남자)
- Sopyonje: Panszori-énekesek (서편제)
- Demilitarizált övezet: JSA (공동경비구역 JSA)
- Véres nyakkendő (사생결단)
- My Generation (마이 제너레이션)
- Keserédes élet (달콤한 인생)

## 2009
Időpont: június 22–26.
Helyszín: Uránia Nemzeti Filmszínház
Filmek:
- Rejtett napfény  (밀양)
- Hazafelé (집으로)
- Sírfelirat (기담)
- Erkölcstelen tudós (음란서생)
- Augusztusi karácsony (8월의 크리스마스)
- Maraton (말아톤)
- Mesterszakács (식객)
- A halál jele (살인의 추억)
- Életünk legszebb pillanatai (우리 생애 최고의 순간)
- Sztárrádiós (라디오 스타)

## 2010
Időpont: május 10–14.
Helyszín: Uránia Nemzeti Filmszínház
Filmek:
- Nemzeti válogatott (국가대표)
- A gyilkos hangja (그놈 목소리)
- A bronzérmes (킹콩을 들다)
- Bocsánat (사과)
- Pletykalavina (과속스캔들)
- Egy mázsás bombázó (미녀는 괴로워)
- Repülj, Heo Dong-gu! (날아라 허동구)
- Egy szépség portréja (미인도)
- Remekmű (클래식)
- A maszkos sztár (복면달호)

## 2011
Időpont: november 28. – december 2.
Helyszín: Uránia Nemzeti Filmszínház
Filmek:
- Öreg barátom (워낭 소리, dokumentumfilm)
- A barátom és a felesége (나의 친구, 그의 아내)
- Ügynök a barátnőm (7급 공무원)
- Happy End (해피엔드)
- Álom (비몽)

## 2012
Időpont: november 5–9.
Helyszín: Uránia Nemzeti Filmszínház
Filmek:
A fesztivál Kim Gidok (Kim Gi-deok) rendező munkásságára koncentrált, a vetítés előtt a rendező videoüzenetben köszöntötte a nézőket.
- Tavasz, nyár, ősz, tél… és tavasz
- Bin-jip: Lopakodó lelkek
- Az íj
- Lélegzet
- Idő

## 2013
Időpont: november 4–8.
Helyszín: Uránia Nemzeti Filmszínház
Filmek:
- A férfi, aki királyt játszott
- Oldboy
- Amelyik kutya ugat, az nem harap
- Vértestvérek
- Ez csak egy film

## 2014
Helyszínek:
- Budapest: Uránia Nemzeti Filmszínház, Örökmozgó Filmmúzeum
- Szeged: Belvárosi Mozi
- Pécs: Civil Közösségek Háza

Időpont: november 10–15.
Filmek:
- Együtt – Hajrá Korea!
- Bácsi
- Padak (animációs film)
- Az íj
- Sunny
- Felszabadítom a csajom!
- A Berlin-akta
- Ködbe veszve
- Anyám, a sellő
- A mi lányunk
- Frontvonal
- Az arcismerő
- Egy másik országban
- Disznók királya (animációs film)
- Poézis – Mégis szép az élet
- Mesélő építész (dokumentumfilm)
- Kang kapitány (dokumentumfilm)
- Ha a helyemben volnál 6 (három rövidfilm)
- Rövidfilmek:
  - Vendég (Guest)
  - Szójakrém (Soybean Paste)
  - D-24
  - Éjszakai piac (Night Market)
  - Biciklitolvaj (Bicycle Thief)
  - Görpenge (Rollerblade)
  - Fagyott föld (Frozen Land

A fesztiválon részt vett vendégként Csong Jondzsu (Jung Yeon-Joo ) színésznő és Min Jonggun (Min Young-gun) rendező, valamint Pálfi György is.

## 2015
Időpont: november 10–14.
Helyszín: 
- Budapest: Uránia Nemzeti Filmszínház, Sugár Mozi, Koreai Kulturális Központ
- Szeged: Belvárosi Mozi
- Pécs: Pécsi Tudományegyetem Általános Orvosi Kar
- Debrecen: Újkerti Közösségi Ház

Filmek:
- Kalózok (해적: 바다로 간 산적)
- Egy lány az ajtóm előtt (도희야)
- Senki lánya, Hevon (누구의 딸도 아닌 해원)
- Egy új világ (신세계)
- Tolvajok (도둑들)
- Íjak háborúja (최종병기 활)
- Csoda a hetes számú cellában (7번방의 선물)
- Megtörve (방황하는 칼날)
- Nagyanyó kisasszony (수상한 그녀)
- A mennyei lépés (신의 한 수)
- A tyúk, aki repülésről álmodott (마당을 나온 암탉)
- Titokban, Délen (은밀하게 위대하게)
- Tervezetlen szerelem (플랜맨)
- Forróvérű fiatalság (피끓는 청춘)
- A szabadság asszonya (자유부인)
- Ragyogó Rádió (원더풀 라디오)
- Oszeam (오세암)
- Csak te, mindörökké (오직 그대만)
- Hogyan lopjunk kutyát? (개를 훔치는 완벽한 방법)
- Maraton (말아톤)

## 2016
Időpont: november 8–12.
Helyszín: 
- Budapest: Sugár Mozi
- Szeged: Belvárosi Mozi
- Pécs: Apolló mozi
- Debrecen: Apolló mozi

Filmek:
- Egy nehéz nap (끝까지 간다)
- A szobalány (아가씨)
- A bérgyilkosság (암살)
- Belső szépség (뷰티 인사이드)
- A megtévesztés mesterei (기술자들)
- Csoszoni nyomozó: Az elveszett sziget titka (조선명탐정: 사라진 놉의 딸)
- Szabadság-hegy (자유의 언덕)
- Szovon (소원)
- Hvai (화이: 괴물을 삼킨 아이)
- Kundo: A féktelenség kora (군도: 민란의 시대)
- Szerelmem, ne kelj át a folyón! (님아, 그 강을 건너지 마오)
- Ma igaz, tegnap hamis (지금은맞고그때는틀리다)
- A királyi szabó (상의원)
- A trón (사도)
- A tigris: Egy vadász legendája (대호)
- Csalás (사이비)
- A barackvirág éneke (도리화가)
- Húsz (스물)
- Veterán (베테랑)
- Újra és újra, szenvedéllyel! (열정 같은 소리 하고 있네)

## 2019
Időpont: október 25–31.
Helyszín: 
- Budapest: Corvin Mozi, Sugár Mozi, Art+ Cinema
- Szeged: Délvidék Ház
- Pécs: Apolló mozi
- Debrecen: Apolló mozi

Filmek: 
- nyitófilm: Élősködők (기생충)
- Friss szekció:[26]
  - A belém bújt briganti (내안의 그놈)
  - A gengszter, a zsaru és az ördög (악인전)
  - A másik gyerek (미성년)
  - A nevem Kim Boktong – Egy vigasznő története (김복동)
  - Az esküvőd napján (너의 결혼식)
  - Bakatánc (스윙 키즈)
  - Csoszoni nyomozó: Az élőholtak titka (조선명탐정)
  - Fekete Vénusz (공작)
  - Királyi szélhámosok (광대들: 풍문조작단)
  - Pek kisasszony (미쓰백)
  - Viszlát, szinglilét! (굿바이 싱글)
  - Zombi a családban (기묘한 가족)
- Arcok szekció[27]
  - A gazdatest (괴물)
  - A halál jele (살인의 추억)
  - Amelyik kutya ugat, az nem harap (플란다스의 개)
  - Anya (마더)
- Fókusz szekció:[28]
  - 1987: Mikor eljön a nap (1987)
  - Államcsőd (국가부도의 날)
  - Óda édesapámhoz (국제시장)
- Extra szekció[29]
  - A cseléd (하녀)
  - Cshunhjang (성춘향)
  - Oázis (오아시스)
  - Újrakezdés (화장)
- Zárófilm: Rendőrcsajok (걸캅스)

## 2020
A 2020-as filmfesztivált a Covid19-pandémia miatt csak a fővárosban rendezték meg szeptember 4. és 10. között, a moziban csak a székek fele volt foglalható és minden látogató ajándék maszkot kapott.
Helyszín
- Budapest: Corvin Mozi, Koreai Kulturális Központ

Filmek:
Nyitófilm: Extrém meló (극한직업)
Friss szekció:
- Egy őszinte politikus (정직한 후보)
- Elválaszthatatlanok (나의 특별한 형제)
- Ideje felnőni, srácok! (시동)
- Kótyagos bokszolóm (판소리 복서)
- Merész álom (천문)
- Otthonunk (우리집)
- Találj rám! (나를 찾아줘)

Arcok szekció:
- A 8 esküdt (배심원들)
- Egy színésznő viszontagságai (여배우는 오늘도)
- Hahaha! (하하하)
- Kiserdő (리틀 포레스트)

Fókusz szekció:
- Fuss önmagadhoz! (아워바디)
- Kedves Junhi! (윤희에게)
- Kolibri (벌새)
- Született 1982-ben (82년생 김지영)